# Новый Московский Английский денежный двор
Новый Московский Английский денежный двор — монетный двор в Москве, работавший с 1654 по 1663 год.

## История
Московский денежный двор работал в Москве с XVI века. В 1654 году, после начала денежной реформы Алексея Михайловича, в Москве был открыт новый денежный двор. Он разместился в Белом Городе на Фроловской (Мясницкой) улице у церкви Гребневской иконы Божией Матери. Дополнительное название «Английский» связано с тем, что монетный двор находился в зданиях бывшего английского двора. На нём предполагалось чеканить новые круглые монеты крупных номиналов: рубли, полтины, полуполтины (четвертаки), алтыны. Старый Московский денежный двор не был приспособлен для чеканки подобных монет, и его, вероятно, предполагалось закрыть.
Первыми руководителями Нового Московского Английского денежного двора стали князь Михаил Петрович Пронский и гость Афанасий Самойлович Нарбеков. Для чеканки монет на круглых пластинах была изготовлена новая техника (до этого монеты чеканились из проволоки). Однако с этой техникой возникли проблемы: не хватало и квалифицированных мастеров для работы с ней.
С 1655 года на Новом Московском Английском денежном дворе чеканились только проволочные медные монеты, для которых не требовалось специального оборудования: копейки, грошевики и деньги. На отчеканенных монетах имелось обозначение «МД» (Московский двор).
В июне 1663 года Новый Московский Английский денежный двор было велено закрыть, а «старый денежный серебряного дела двор на Москве завести». Старый Московский денежный двор на несколько десятилетий оставался единственным в Российском государстве.